# Quân đội làm kinh tế
Quân đội làm kinh tế được thực hiện tại nhiều quốc gia như Trung Quốc, Việt Nam, Indonesia, Pakistan, Ecuador, Honduras, Peru Ai Cập, Myanmar, Hoa Kỳ, Pháp... Đây là hiện tượng phổ biến có từ rất lâu trong lịch sử thế giới. Hiện nay, đây là một đề tài gây tranh cãi vì lo ngại việc quân đội làm kinh tế sẽ bị các cá nhân lạm dụng đưa đến các vi phạm pháp luật, cũng như ảnh hưởng tới hiệu quả của nhiệm vụ quốc phòng.

## Trung Quốc
Quân đội Trung Quốc có lịch sử lâu dài trong việc tham gia làm kinh tế. Điều này đã xuất hiện ngay từ buổi đầu của nền phong kiến Trung Quốc và vẫn tiếp tục kéo dài tới thời kỳ đương đại. Mối quan hệ giữa quân đội và các hoạt động kinh doanh nằm trong mối quan hệ tương tác lớn hơn và phức tạp hơn rất nhiều giữa một bên là thiết chế nhà nước và một bên là quân đội, giữa xu hướng chuyên nghiệp hoá và xu hướng thương mại hoá. Vai trò của quân đội là khác nhau trong từng thời điểm lịch sử cụ thể tương ứng với từng thể chế chính trị cụ thể.

### Thời Phong kiến
Dười thời phong kiến, giới cầm quyền coi quân đội là công cụ để bảo vệ sự toàn vẹn lãnh thổ quốc gia và đảm bảo cho đất nước có được sự ổn định nhất định về mặt đối nội. Theo các nhà cầm quyền, quân đội phải có khả năng tự cung tự cấp. Trên thực tế, quân đội phong kiến Trung Quốc rất hiếm khi được nhà nước hỗ trợ hoàn toàn về mặt tài chính. Các cuộc chiến tranh liên miên, thiên tai địch hoạ, cũng như hệ thống thu thuế kém hiệu quả khiến cho quốc khố của Trung Quốc liên tục trong tình trạng thiếu hụt dẫn tới không thể nào gánh vác hết được hoạt động của quân đội, chưa kể tới việc chi dùng tiền thuế cho các hoạt động khác. Thêm vào đó, triết lý cai trị thông thường thời bấy giờ dựa trên nhận định rằng thuế thấp sẽ tốt hơn và là bằng chứng cho tấm lòng nhân từ của hoàng đế. Để giải quyết, các nhà cai trị Trung Quốc cho phép quân đội được quản lý nông nghiệp-ngành kinh tế then chốt thời đó. Đồng thời, khi thời bình, lực lượng quân đội sẽ trực tiếp tham gia sản xuất nông nghiệp. Đồng thời, các hoàng đế cũng thu thuế từ hoạt động kinh tế của quân đội để tăng nguồn thu cho đất nước. Trong thời bình, quân đội là một lực lượng sản xuất để không trở thành gánh nặng cho quốc khố. Trong thời chiến, quân đội sẽ tham gia bảo vệ đất nước và sự cai trị của các hoàng đế. Đây là chính sách Ngụ binh ư nông xuyên suốt trong thời phong kiến ở Trung Hoa, thể hiện triết lý sử dụng quân đội của các vương triều phong kiến.

### Thời kỳ Mao Trạch Đông
Từ năm 1927 đến 1950, quân đội Trung Quốc đã được cho phép tự cung cấp tài chính bằng cách điều hành các nhà máy và trang trại. Việc này tiếp tục kéo dài trong thời kỳ cầm quyền của Chủ tịch Mao Trạch Đông. Quan hệ giữa quân đội và Đảng Cộng sản Trung Quốc trong thời kỳ của Mao Trạch Đông có thể được mô tả như một mối quan hệ cộng sinh. Các lãnh đạo cấp cao nhất của Đảng cũng đồng thời là tướng lĩnh quân đội. Cả hai thiết chế này do đó có quan hệ mật thiết với nhau và không thể tách rời (quyền lực chính trị xuất phát từ nòng súng – theo lời của Mao). Vai trò của Mao Trạch Đông là cực kỳ quan trọng. Khái niệm tự cấp tự túc và quân đội làm kinh tế trở thành đặc trưng căn bản của bộ máy nhà nước-quân đội của Trung Quốc trước khi cải cách mở cửa. Vì nền kinh tế dân sự tại các khu vực này không đủ để hỗ trợ cho quân đội, tự cấp tự túc là chính sách cần thiết và hiển nhiên. Mao Trạch Đông đặc biệt ủng hộ các hoạt động sản xuất kinh tế của quân đội và luôn luôn quan tâm tới chính sách này trong suốt khoảng thời gian cầm quyền của mình. Mao cho rằng tự cung tự cấp không chỉ là cách thức giúp cho quân đội Trung Quốc tồn tại trong khoảng thời gian khó khăn, mà còn mang ý nghĩa chính trị khi quân đội không tạo ra quá nhiều gánh nặng cho người dân. Điều này trái ngược hoàn toàn với quân đội của Tưởng Giới Thạch vốn khét tiếng với các hoạt động cướp phá hay bóc lột cư dân địa phương. Ba chính sách tự cấp tự túc căn bản của quân đội Trung Quốc trong thời kỳ này bao gồm: 
1. Tịch thu vũ khí khí tài từ đối thủ, ở đây là quân đội của Tưởng Giới Thạch;
2. Tận dụng nguồn lực từ đất đai, thu thuế cao đối với các chủ đất hay với thương dân tại các vùng kiểm soát
3. Tự sản xuất, khi quân đội Trung Quốc được cho phép xây dựng nhà máy, bệnh viện và các xưởng sửa chữa quân trang quân dụng với số lượng ngày càng tăng.

Chiến tranh chống Nhật bùng nổ và nội chiến Quốc-Cộng sau đó khiến cho chính sách tự cấp tự túc được mở rộng hơn nữa do quân đội cần tài nguyên nhiều hơn cũng như Mao Trạch Đông không muốn đặt gánh nặng lên người dân. Từ năm 1938, quân đội Trung Quốc được phép mở rộng các hoạt động sản xuất bao gồm công nghiệp quân sự và chế tạo các mặt hàng tiêu dùng cần thiết cung cấp ngược lại cho phía dân sự. Các tổ hợp sản xuất quốc phòng thời điểm này chính là tiền thân của các tổ hợp kinh doanh quốc phòng sau này của Trung Quốc. Quân đội Trung Quốc trong khoảng thời gian này nắm gần như toàn bộ các hoạt động kinh tế tại các vùng kháng chiến. Sau khi Mao Trạch Đông chiến thắng vào năm 1949, quân đội Trung Quốc dần được chính quy hóa. Bước đầu tiên chính là chuyển dần dần các hoạt động kinh doanh không cần thiết cho chính phủ dân sự. Với việc sở hữu nhiều kinh nghiệm trong quản lý kinh tế và công nghiệp trong suốt khoảng thời gian trước đây khiến cho nhánh hậu cần của quân đội Trung Quốc đóng vai trò quan trọng trong việc tái thiết nền kinh tế quốc gia sau chiến tranh, đặc biệt trong việc phát triển các ngành công nghiệp trọng điểm và mạng lưới cơ sở hạ tầng. Các đơn vị quân đội đã chuyển giao hệ thống đường sắt, thông tin liên lạc, sân bay và một số cơ sở hạ tầng khác. Binh lính cũng được điều động tham gia các dự án xây dựng. Quân đội cũng tham gia mạnh mẽ vào hoạt động ngoại thương, đặc biệt với Liên Xô.
Việc quân đội tham gia kinh tế tiếp tục được đẩy mạnh trong các thập kỷ tiếp theo khiến cho số lượng các nhà máy quốc phòng gia tăng chóng mặt. Tuy nhiên điều này cũng gây ra một số hệ luỵ căn bản: 
1. Hoạt động huấn luyện của quân đội bị gián đoạn khi khoảng 10% nhân lực của quân đội trong khoảng thời gian này bị điều chuyển sang các xí nghiệp hay sang các cơ sở sản xuất nông nghiệp, làm giảm đi khả năng sẵn sàng chiến đấu của quân đội;
2. Rất nhiều các cơ sở sản xuất, các mỏ do quân đội điều hành hoạt động kém hiệu quả và gây thất thoát lớn;
3. Nhiều cơ sở sản xuất hay nông trường quân đội nằm trên đất do chính quyền địa phương quản lý và cũng thường xuyên né tránh các quy định của nhà nước trong một số lĩnh vực, gây ra rạn nứt nhất định trong mối quan hệ giữa quân đội và chính quyền dân sự.

### Thời kỳĐặng Tiểu Bình
Dưới thời Chủ tịch Đặng Tiểu Bình, quân đội Trung Quốc đứng trước câu hỏi lớn về việc có nên chỉ tập trung vào việc huấn luyện và chiến đấu hay không. Trong thời kỳ này, Chủ tịch Đặng Tiểu Bình bắt đầu thực hiện chính sách mở cửa kinh tế Trung Quốc. "Bốn hiện đại hoá" được đưa ra như là chính sách cốt lõi để cải cách nền kinh tế cũng như đảm bảo ổn định xã hội, bao gồm: nông nghiệp; công nghiệp; khoa học và công nghệ; quốc phòng. Chiếm vai trò và ngân sách hết sức quan trọng trong hai thập kỷ trước, quốc phòng trong giai đoạn này chỉ đóng vai trò thứ yếu nhường chỗ cho các nhiệm vụ phát triển và mở cửa nền kinh tế. Đồng thời, ngân sách để phục vụ quân đội lúc đó phình ra do quá trình hiện đại hóa được đẩy mạnh. Năm 1984, Chủ tịch Đặng Tiểu Bình nói với các tướng lĩnh quân đội rằng họ nên sử dụng tài nguyên và cơ sở vật chất của quân đội để tăng sản xuất phục vụ dân sinh. Chủ tịch Đặng có một số lý do để thúc đẩy quân đội làm kinh tế:
1. Trung Quốc không gặp phải bất cứ mối đe doạ xâm lăng trực tiếp nào từ Liên Xô hay Mỹ, do đó duy trì một ngân sách quốc phòng quá cao cho quân đội là không cần thiết. Nguồn lực cần được chuyển cho các nỗ lực hiện đại hoá và để bù đắp cho ngân sách sụt giảm, quân đội được phép tham gia vào kinh doanh một cách sâu rộng hơn.
2. Truyền thống tự cấp tự túc của quân đội vẫn được nhấn mạnh.
3. Quân đội cần phải thể hiện sự linh hoạt điểu chỉnh so với thời thế
4. Khả năng quản lý được cải thiện
5. Tạo việc làm cho những nhóm lợi ích phụ thuộc vào quân đội
6. Quân nhân làm quen với kỹ năng quản lý dân sự
7. Đặng Tiểu Bình cần sự ủng hộ của quân đội để ổn định tình hình nội bộ sau Cách mạng Văn hóa và sự kiện Thiên An Môn.

"Xả nước nuôi cá" là cách tiếp cận của Chủ tịch Đặng. Ba quy tắc cũng được nhấn mạnh: 
1. Quân đội được kỳ vọng sẽ tham gia lâu dài vào sản xuất và kinh doanh vì ngân sách dành cho lực lượng này sẽ có thể tiếp tục suy giảm;
2. Định rõ vai trò và phân công lao động khi các đơn vị quân đội không được sử dụng quân nhân đang được biên chế hay tài nguyên quốc phòng quốc gia cho mục đích thương mại
3. Chấp nhận phát triển và phân chia lợi ích không đồng đều giữa các đơn vị kinh tế quốc phòng.

Điều này đã mở cửa hoạt động cho quân đội. Chỉ trong vài năm, họ đã kinh doanh mọi thứ, từ giày dép, viễn thông, dược phẩm, môi giới chứng khoán đến tên lửa. 14 năm sau đó, trị giá các doanh nghiệp quân đội Trung Quốc là khoảng 50 tỷ NDT (6 tỷ USD) với lợi nhuận hằng năm khoảng 600 triệu USD. Tổng số doanh nghiệp quân đội vào khoảng 20.000 trên cả nước. Điều này dẫn tới 2 hệ quả bao gồm: Quân đội góp phần vào tốc độ tăng trưởng GDP chóng mặt của Trung Quốc nhưng kèm theo đó là sự gia tăng của nạn tham nhũng. Hơn nữa, sự biến Thiên An Môn nổ ra năm 1989 khiến cho mọi nỗ lực nhằm ngăn chặn suy thoái đạo đức trong nội bộ các doanh nghiệp quân đội phải tạm dừng lại. Tham nhũng xuất phát từ hai nguyên nhân là Nhà nước trao cho quân đội quá nhiều đặc quyền, đặc lợi gây méo mó thị trường và việc quyền lực của quân đội không bị kiểm soát.

### Thời kỳGiang Trạch DânvàHồ Cẩm Đào
Đến năm 1998, Chủ tịch Trung Quốc Giang Trạch Dân cho rằng việc các cơ quan nhà nước tham gia quá sâu vào kinh doanh chính là rào cản với cải tổ và quản lý. Quá trình phi thương mại hóa quân đội bắt đầu diễn ra. Điều này còn thể hiện sự đấu đá nội bộ trong giới cầm quyền của Trung Quốc khi Chủ tịch Giang Trạch Dân muốn gia tăng sự kiểm soát của mình đối với quân đội. Nhu cầu nâng cao khả năng chiến đấu của quân đội xuất hiện sau khi giới chức Trung Quốc chứng kiến khả năng tác chiến của Quân đội Mỹ trong Chiến tranh Vùng Vịnh năm 1991. Trước năm 1998 đã có một số bước đi lẻ tẻ của bên dân sự nhằm từng bước lập lại trật tự trong các hoạt động kinh doanh của quân đội. Nguyên nhân xuất phát từ việc:
1. Tình hình tham nhũng diễn ra trầm trọng, đặc biệt là sự phá sản của hai công ty dầu khí độc quyền nhà nước lớn do hoạt động buôn lậu dầu của quân đội.
2. Quân đội không chịu nộp đủ thuế theo quy định
3. Quá trình huấn luyện bị xao nhãng

Các cuộc điều tra buôn lậu và phạm pháp trong kinh doanh cho thấy, có sự tham gia quy mô lớn của quân đội. Vì thế, ông Giang ra lệnh tất cả lực lượng vũ trang phải rút khỏi việc kinh doanh ngay trong năm 1998.

### Thời kỳTập Cận Bình
Tập Cận Bình lên lãnh đạo một lực lượng quân đội hiện đại hơn và chuyên nghiệp hơn nhiều so với trước đây, với một ngân sách quốc phòng dồi dào đến nỗi hoạt động kinh tế của quân đội gần như là không cần thiết. Gia tăng ngân sách quốc phòng đều đặn qua từng năm cũng là một biện pháp thoả hiệp giữa chính phủ dân sự và phe quân đội. Bên cạnh đó, quân đội Trung Quốc vẫn được phép giữ lại một số các công ty và cơ sở kinh doanh nhất định, chủ yếu có lợi ích trong các ngành như nông nghiệp, bệnh viện hay khách sạn nhà nghỉ. Đồng thời, do một quân đội hùng mạnh là một phần của "Giấc mộng Trung Hoa" nên Tập muốn tập trung nâng cao khả năng chiến đấu của quân đội. Đặc biệt, quá trình này được các tướng lĩnh quân đội ủng hộ.
Tháng 11 2015, Bộ Quốc phòng Trung Quốc tuyên bố các hoạt động không thiết yếu như bệnh viện và khách sạn quân đội phục vụ dân chúng sẽ bị dừng hoạt động. Tháng 5 2017, Quân ủy Trung ương Trung Quốc cũng thông báo sẽ chấm dứt mọi hoạt động kinh tế của quân đội, để tập trung vào việc bảo vệ đất nước. Việc này sẽ được chia làm 2 giai đoạn, hoàn thành cuối tháng 6 năm 2017 và cuối tháng 6/2018. Các hoạt động này bao gồm khám chữa bệnh tại các bệnh viện quân đội; cho tư nhân thuê lại các nhà kho của quân đội; cho phép các đoàn ca múa nhạc của quân đội tham gia các hoạt động văn nghệ quần chúng có thu phí; thuê ngoài các công ty xây dựng quân đội hay việc cho phép sinh viên ngoài ngành được học tập tại các trường/viện của quân đội. Quá trình này đang diễn ra theo đúng như kế hoạch và hầu như không gặp phải bất kỳ cản trở nào do tầm ảnh hưởng của Tập là quá lớn, nhu cầu tập trung huấn luyện quân đội để đối phó với các thách thức mới và các tướng lĩnh ủng hộ tuyệt đối Tập. Bên cạnh đó, các quy định về kiểm toán trong quân đội cũng được đổi mới và thắt chặt hơn nhằm loại bỏ tham nhũng. Dự kiến cho tới năm 2018, những gì còn lại của cái gọi là "yếu tố kinh tế" của quân đội Trung Quốc sẽ bao gồm các hoạt động tăng gia sản xuất tự cấp tự túc của các đơn vị quân đội. Dĩ nhiên các sản phẩm này sẽ không được bán ra ngoài thị trường. Ngoài ra, một số dịch vụ được đánh giá là "quan trọng đối với an ninh quốc gia" yêu cầu phải có sự tham gia của quân đội sẽ được điều hành bởi một ban điều hành hỗn hợp dân sự/quân sự và được kiểm soát chặt chẽ bởi các cục có liên quan. Lợi nhuận từ các dịch vụ này nếu có sẽ nộp ngân sách nhà nước. Ngân sách quốc phòng được rót xuống chủ yếu phục vụ mua sắm vũ khí/khí tài, trả lương, bảo hành/bảo dưỡng và cho nghiên cứu và phát triển vốn sẽ được quân đội ký hợp đồng thuê ngoài từ các công ty dân sự.

## Việt Nam

### Lịch sử
Tại Việt Nam, quân đội tham gia hoạt động sản xuất là truyền thống có từ khi Quân đội Nhân dân Việt Nam mới được thành lập. Hoạt động này được các lãnh tụ Đảng Cộng sản Việt Nam như Hồ Chí Minh, Trường Chinh, Lê Duẩn... khuyến khích nhằm hạn chế gánh nặng cho nhà nước và làm tăng sự gắn kết giữa quân đội với nhân dân, vừa góp phần nâng cao đời sống của nhân dân. Việt Nam từng thành lập một số đơn vị quân đội có nhiệm vụ phát triển kinh tế kết hợp phòng thủ tại một số địa bàn chiến lược. Nhiều nhà máy quân đội cũng được phép sản xuất phục vụ các mục đích lưỡng dụng (cả quân sự lẫn dân sự). Trong thời kỳ Đổi Mới, Quân đội Nhân dân Việt Nam thành lập thêm nhiều công ty vừa phục vụ quốc phòng vừa kinh doanh để thu lợi nhuận nhằm tự trang trải các chi phí phục vụ mục tiêu quốc phòng-an ninh.
Các đơn vị quân đội đã tận dụng mọi tiềm năng, nguồn lực lao động, đất đai, kỹ thuật..., đẩy mạnh tăng gia sản xuất, tạo nguồn thực phẩm bổ sung tại chỗ, góp phần giữ ổn định và cải thiện đáng kể đời sống vật chất cho bộ đội. Các nhà máy, xí nghiệp công nghiệp quốc phòng đã sản xuất được một số loại vũ khí, trang bị khí tài phù hợp, đáp ứng yêu cầu tác chiến hiện đại, yêu cầu sẵn sàng chiến đấu và chiến đấu của quân đội. Nhiều đơn vị làm kinh tế của quân đội đã sản xuất và kinh doanh có hiệu quả, trở thành các tổ chức, tập đoàn kinh tế lớn của đất nước, đi đầu trong việc kết hợp kinh tế với quốc phòng, góp phần xứng đáng vào công cuộc phát triển kinh tế - xã hội và tăng cường, củng cố quốc phòng, an ninh của đất nước... Hoạt động sản xuất kinh tế của lực lượng quân đội còn hướng tới giúp dân khai hoang, cải tạo đồng ruộng, xây dựng ruộng lúa nước, trồng cỏ phục vụ chăn nuôi gia súc; hỗ trợ vốn làm nhà và cây con giống, giúp đỡ về kỹ thuật sản xuất, chống di dân và đón nhận dân ở tuyến sau đến định cư, giúp dân ổn định cuộc sống lâu dài.
Tại Việt Nam quân đội cũng đã cải tổ việc hoạt động kinh tế. Quân ủy Trung ương đã quy hoạch hệ thống doanh nghiệp trong Quân đội với các tiêu chí. Thứ nhất, phải là doanh nghiệp trực tiếp phục vụ nhiệm vụ quốc phòng kết hợp làm kinh tế; Thứ hai, doanh nghiệp Quân đội phải tổ chức chặt chẽ theo đúng mô hình tái cơ cấu mà Chính phủ quy định; Thứ 3, doanh nghiệp quân đội phải làm đúng luật, không có biệt lệ. Thượng tướng Nguyễn Chí Vịnh, Thứ trưởng Bộ Quốc phòng, cho biết: "Quân đội đã từng có gần 200 doanh nghiệp, vừa qua đã rút xuống còn hơn 80 và trong đề án do Quân ủy Trung ương, Bộ Quốc phòng báo cáo chính phủ, hiện vẫn còn 17 doanh nghiệp. Những doanh nghiệp nào thực sự cần thiết, thực sự làm ăn đứng đắn, thực sự tuân thủ luật pháp thì mới được tồn tại." Từ đầu năm 2016, trong quá trình rà soát, chấn chỉnh doanh nghiệp quân đội, Bộ Quốc phòng đã chỉ thị thu hồi toàn bộ biển đỏ của các xe làm kinh tế. Theo đó, mỗi doanh nghiệp chỉ được một xe biển đỏ để chỉ huy đi công tác, tuyệt đối không được dùng vào hoạt động kinh tế, hoạt động có thu.

### Vai trò
Quân đội Nhân dân Việt Nam có vai trò xung kích, nòng cốt trong tham gia xóa đói giảm nghèo, phát triển kinh tế - xã hội gắn với xây dựng tiềm lực và thế trận quốc phòng toàn dân trên các địa bàn chiến lược, vùng sâu, vùng xa, biên giới, ven biển, đảo, với trọng tâm là triển khai xây dựng các khu kinh tế - quốc phòng (KT-QP). Đến nay, Quân đội đã xây dựng được 23 khu KT-QP với diện tích hàng triệu ha nhằm tạo điều kiện phát triển bền vững cho hàng nghìn hộ dân định cư sinh sống lâu dài, hình thành thế bố trí chiến lược mới trên các địa bàn chiến lược, trọng yếu về quốc phòng, an ninh. Các khu KT-QP là nhân tố quan trọng trong công cuộc xóa đói giảm nghèo, thực hiện chính sách dân tộc, tôn giáo, phát triển kinh tế - xã hội gắn với tăng cường quốc phòng - an ninh của đất nước. Doanh nghiệp quân đội ngoài phục vụ các mục tiêu quân sự còn phục vụ nhu cầu dân sự, tiến hành đầu tư trong và ngoài nước. Quân đội sản xuất xây dựng kinh tế nhằm góp phần gìn giữ năng lực sản xuất quốc phòng, nâng cao năng lực chiến đấu cho Quân đội và góp phần tạo nguồn thu cho ngân sách quốc phòng. Đặc biệt, các doanh nghiệp thuần kinh tế của Quân đội không được hưởng bất kỳ ưu tiên nào từ Nhà nước và nền Quốc phòng Việt Nam cũng không dùng ngân sách tài trợ cho doanh nghiệp, do vậy các doanh nghiệp hoàn toàn phải tự bươn chải... Tuy nhiên, thực tế đã chứng minh rằng khối các doanh nghiệp Quân đội có đủ sức cạnh tranh trên thị trường. Trong thời kỳ hội nhập quốc tế, các doanh nghiệp quân đội là một bộ phận trong chiến lược "hướng ra biển lớn" của Việt Nam và đối với các doanh nghiệp có chức năng làm kinh tế thuần túy sẽ được cổ phần hóa. Theo Thiếu tướng Võ Hồng Thắng, Cục trưởng Cục Kinh tế, Bộ Quốc phòng: "Tôi nghĩ doanh nghiệp Quân đội cũng có ưu thế hơn doanh nghiệp khác ở chỗ lòng tin của dân cao hơn. Còn về các vấn đề như cạnh tranh, đầu tư sản xuất, giá trị các hàng hoá dịch vụ cung cấp ra thị trường, về tuân thủ pháp luật, doanh nghiệp quân đội cũng giống như các doanh nghiệp khác, đều phải bình đẳng. Các doanh nghiệp khác muốn không thua kém các doanh nghiệp quân đội thì phải sản xuất cho tốt, giá cả hợp lý, làm sao bán hàng ra thị trường dân tin, xây dựng thương hiệu của mình lên thì sẽ tốt. Các doanh nghiệp quân đội vốn có tính kỷ luật, có yêu cầu cao nên các sản phẩm cung cấp ra thị trường từ trước tới giờ về cơ bản đều tốt, đều được nhân dân tin. Tôi cho rằng, đó chính là lợi thế của doanh nghiệp quân đội, các doanh nghiệp quân đội không có lợi thế nào khác cả".

### Quan điểm
Hiện tại, tồn tại nhiều quan điểm khác nhau về việc cải tổ lại hệ thống doanh nghiệp quân đội. Bộ trưởng Quốc phòng Việt Nam Ngô Xuân Lịch cho rằng nhiệm vụ tham gia sản xuất, xây dựng kinh tế luôn là chức năng nhiệm vụ hết sức quan trọng của quân đội trong quá khứ, hiện tại và tương lai nhưng lại là điểm mà các thế lực thù địch tập trung chống phá. Theo ông "Chúng cho rằng quân đội không làm kinh tế. Nguyên tắc chúng ta là Đảng lãnh đạo tuyệt đối về mọi mặt đối với quân đội, không giao cho tổ chức, cá nhân nào lãnh đạo, điều hành quân đội." Theo Bộ trưởng Ngô Xuân Lịch, kinh tế với quốc phòng, quốc phòng với kinh tế là chủ trương nhất quán của Đảng, Nhà nước, Quân ủy Trung ương và Bộ Quốc phòng. Phát triển kinh tế xã hội, kết hợp xây dựng kinh tế phối hợp quốc phòng là một trong những chức năng nhiệm vụ quan trọng của quân đội. Quân đội làm kinh tế là củng cố, gia tăng tiềm lực quốc gia, trang bị vũ khí, khí tài quân đội, tham gia hội nhập quốc tế, góp phần nâng cao vị thế kinh tế với bên ngoài. Quan điểm sẽ xuyên suốt trong các thời kỳ là nhiệm vụ xây dựng phát triển kinh tế đã, đang và sẽ có sự tham gia của doanh nghiệp quân đội. Ông khẳng định sẽ tham mưu để thực hiện quốc phòng kinh tế, kinh tế trong quốc phòng, điều chỉnh bổ sung các khu kinh tế quốc phòng để phù hợp thế trận an ninh vững chắc trên các địa bàn. Bộ Quốc phòng sẽ bàn giao đất quốc phòng chưa sử dụng cho các địa phương phát triển kinh tế đồng thời xử lý nghiêm các doanh nghiệp sử dụng đất quốc phòng sai mục đích. Trước đó, Thượng tướng Lê Chiêm, Thứ trưởng Bộ Quốc phòng, tuyên bố: "Hiện nay đã có một chủ trương của bộ quốc phòng là quân đội sẽ không làm kinh tế nữa, mà tập trung cho xây dựng quân đội chính quy hiện đại, để thực hiện nhiệm vụ bảo vệ Đảng, bảo vệ Nhà nước, bảo vệ nhân dân. Tất cả doanh nghiệp quân đội sẽ cổ phần hóa, thoái vốn chuyển ra bên ngoài". Sau đó, tuyên bố này được Thượng tướng Nguyễn Chí Vịnh giải thích lại là quân đội không làm kinh tế đơn thuần mà là làm kinh tế-quốc phòng.
Về chủ trương quân đội làm kinh tế quốc phòng, Thượng tướng Nguyễn Chí Vịnh, Thứ trưởng thường trực Bộ Quốc phòng giải thích là nói một cách đầy đủ là "quân đội tham gia sản xuất, xây dựng kinh tế". Kinh tế ở đây là kinh tế quốc phòng, phục vụ nhiệm vụ quốc phòng và tham gia phát triển kinh tế-xã hội đất nước, như thế mới đầy đủ. Từ khi thành lập quân đội, Bác Hồ đã dạy: "Quân đội ta là đội quân chiến đấu, đội quân công tác và đội quân lao động sản xuất". Mỗi thời kỳ có hình thức khác nhau, mô hình khác nhau, mức độ khác nhau tùy theo phát triển kinh tế-xã hội, tình hình đất nước. Hiện nay, quân đội tham gia sản xuất, xây dựng kinh tế là sản xuất trực tiếp ra sản phẩm quốc phòng, vũ khí trang bị, đạn, súng, thuốc nổ, những thứ mà quân đội nào cũng phải có. Thứ hai là, các đoàn kinh tế-quốc phòng ở vùng biên giới. Kinh nghiệm lịch sử cho thấy tại biên giới, lực lượng quân đội vừa là lực lượng tham gia sản xuất, vừa phòng thủ biên giới, đặc biệt khi người dân đi sơ tán chiến tranh. Quân đội cũng là lực lượng tham gia xây dựng các công trình khó khăn mà lực lượng dân sự không làm được. Thứ ba, doanh nghiệp quân đội là những doanh nghiệp đi đầu về khoa học công nghệ, lấy phát triển khoa học công nghệ để áp dụng sản xuất vũ khí, trang bị của quân đội. Những doanh nghiệp đó đóng góp rất nhiều vào sự phát triển kinh tế-xã hội đất nước. Đồng thời, Thượng tướng Nguyễn Chí Vịnh cũng đưa ra khái niệm "lưỡng dụng" trong kinh tế quốc phòng. Theo đó, trong thời chiến, hệ thống sản xuất của quân đội sẽ phục vụ nhiệm vụ chiến đấu. Trong thời bình, với tiềm lực khoa học-công nghệ trong tay, quân đội sẽ áp dụng các khoa học-công nghệ đó phục vụ các đời sống dân sự của nhân dân cũng như tận dụng khấu hao của máy, để nâng cao tay nghề và giữ người lao động, xây dựng đội ngũ cán bộ khoa học, kỹ thuật. Ý nghĩa của lưỡng dụng còn bao hàm việc sản xuất các sản phẩm dựa trên sự điều tiết theo cơ chế thị trường, có sản phẩm mới, nhu cầu mới. Việc áp dụng nền công nghiệp quốc phòng lưỡng dụng là điều phổ biến trên thế giới. Thượng tướng Nguyễn Chí Vịnh cũng cho biết thêm Quân ủy Trung ương đã quy hoạch xong hệ thống doanh nghiệp trong quân đội với một số yêu cầu. Thứ nhất, doanh nghiệp quân đội phải là doanh nghiệp trực tiếp phục vụ nhiệm vụ quốc phòng kết hợp làm kinh tế, không có doanh nghiệp làm kinh tế đơn thuần. Thứ hai, doanh nghiệp quân đội phải tổ chức chặt chẽ theo đúng mô hình tái cơ cấu Chính phủ quy định. Thứ ba, doanh nghiệp quân đội phải làm theo đúng luật, đúng quy định, không có biệt lệ, đóng thuế, báo cáo như doanh nghiệp Nhà nước. Thứ tư, doanh nghiệp quân đội không được lợi dụng vị thế quân đội để làm những điều không đúng.Những doanh nghiệp nào thực sự cần thiết, làm ăn đứng đắn, tuân thủ luật pháp thì mới được tồn tại. Cái này không dễ dàng nhưng quân đội quyết tâm làm và phải làm nhanh.
TS. Võ Hồng Thắng, Cục trưởng Cục Kinh tế (Bộ Quốc phòng) khẳng định: "Tham gia sản xuất, xây dựng kinh tế là một chức năng, nhiệm vụ chính trị quan trọng, có ý nghĩa chiến lược lâu dài, thể hiện bản chất cách mạng, truyền thống tốt đẹp của Quân đội Nhân dân Việt Nam". Theo phân tích của Thiếu tướng Võ Hồng Thắng, đất nước ta có đường biên giới khoảng 4.500 km, đường bờ biển dài hơn 3.000 km. Đời sống của nhân dân nhiều vùng còn lạc hậu khó khăn, nhiều nơi trắng dân, trắng chính quyền, trắng đảng viên. Vì thế, cần có quân đội đứng chân với nhiệm vụ đưa dân ra sinh sống, giúp dân khai hoang, phát triển kinh tế địa phương, tạo nên thế trận lòng dân, vận động nhân dân bảo vệ vững chắc Tổ quốc. TS. Nguyễn Minh Phong, Phó trưởng Ban tuyên truyền lý luận, Báo Nhân dân cho rằng: ""Xây dựng cơ chế kiểm soát quyền lực, đảm bảo lợi ích quân đội làm kinh tế, phục vụ cho quân đội và quốc gia, không phải phục vụ cho ai đó. Cần cảnh giác với những mặt trái của quân đội làm kinh tế. Người làm kinh tế giàu hơn quân đội dân sự thuần túy sẽ tạo nên sự phân biệt đẳng cấp nhà giàu - nhà nghèo. Tiếp đó là sự lạm dụng xe biển đỏ, quyền lực, bí mật quân sự để làm giàu sẽ cần phải nhận diện và loại trừ". Theo Nguyên Phó Thủ tướng Vũ Khoan: "Khi quân đội làm kinh tế hướng tới 4 mục là gia tăng sức mạnh của quân đội và sức mạnh tổng hợp của quốc gia; góp phần xây dựng nền kinh tế độc lập tự chủ, trong đó có nền kinh tế quốc phòng; tận dụng tiềm lực, tiềm năng của đất nước về mọi mặt; từng bước nâng cao vị thế quốc tế của Việt Nam. Khi làm kinh tế, quân đội sẽ phải gánh vác những nhiệm vụ chính trị xã hội mà không ai có thể làm được, thậm chí cả doanh nghiệp nhà nước cũng khó đảm đương. Các đơn vị làm kinh tế phải có tổng kết căn cơ, nhất là trong 30 năm đổi mới. Chủ trương diễn biến như thế nào, đã làm được cái gì, cái dở, cai hay tốt để có căn cứ để xác nhận. Nhà nước khi thông qua Đề án thực hiện Nghị quyết Trung ương 5, cần xây dựng bộ thể chế riêng cho công nghiệp quốc phòng vì đây là ngành đặc thù. Quy định riêng ở đây không phải là ưu ái mà là phù hợp cho từng loại hình hoạt động, vì nếu áp dụng chung dễ dẫn đến vi phạm, hoặc cứng nhắc".
Nguyên Phó Thủ tướng Vũ Khoan cũng cho rằng việc gắn kinh tế với quốc phòng không phải là điều mới và gắn kinh tế với quốc phòng là việc làm cần thiết, bởi thông qua đó để gia tăng sức mạnh của quân đội, đặc biệt là sức mạnh tổng lực của quốc gia đồng thời góp phần tạo nên sự độc lập, tự chủ, đặc biệt là trong lĩnh vực công nghiệp quốc phòng, giảm bớt sự lệ thuộc vào việc mua sắm từ nước ngoài, qua đó từng bước nâng cao vị thế quốc tế của Việt Nam. Ông Hoàng Chí Bảo, chuyên gia cao cấp, nguyên Ủy viên Hội đồng Lý luận Trung ương cho biết: "Trong sản xuất và phát triển kinh tế, quân đội đã để lại những dấu ấn không thể phủ nhận, kể cả trong chiến đấu, trong thời kỳ hàn gắn vết thương chiến tranh và trong thời kỳ đổi mới. Với cơ sở hạ tầng được trang bị tương đối đồng bộ, với đội ngũ cán bộ, kỹ sư, nhân viên kỹ thuật có trình độ chuyên môn tốt, trách nhiệm và tính kỷ luật cao, các sản phẩm của quốc phòng không chỉ đáp ứng được nhu cầu của quân đội và phục vụ hiệu quả cho đời sống nhân dân. Đây là đóng góp đáng được tôn vinh. Hiện nay, chủ trương tái cấu trúc lại doanh nghiệp nhà nước nhằm thực hiện hiệu quả vai trò chủ đạo của kinh tế nhà nước, nhằm hoàn thiện nền kinh tế thị trường định hướng xã hội chủ nghĩa, chứ không có nghĩa là quân đội không phát triển kinh tế, mà quân đội ngày càng phải làm tốt hơn nhiệm vụ này, đem sức mạnh của khoa học công nghệ để nâng cao năng suất, chất lượng tăng trưởng".

## Indonesia
Tại Indonesia, quân đội tham gia làm kinh doanh từ thập niên 40, khi nước này còn đấu tranh giành độc lập từ Hà Lan. Mỗi đơn vị trong quân đội Indonesia khi đó phải tự tìm nguồn tài chính cho mình và mọi cách làm đều được chấp nhận. Dưới thời Tổng thống Suharto, các doanh nghiệp quân đội trở nên phát đạt từ các hoạt động trồng trọt, khai thác gỗ, khách sạn và bất động sản. Dù quân đội Indonesia chịu nhiều tai tiếng vì bị cáo buộc tham gia hoạt động khai thác gỗ và săn bắn bất hợp pháp, nhưng mãi đến năm 2004, Indonesia mới ra lệnh cấm quân đội tham gia hoạt động kinh tế. Việc này dự kiến hoàn thành trong 5 năm. Một nghiên cứu của Brookings Institution cho thấy đến năm 2006, tổng doanh thu các công ty quân đội của Indonesia chỉ còn vào khoảng 185 triệu USD, với lợi nhuận gần 73 triệu USD. Đến năm 2008, Bộ trưởng Quốc phòng Indonesia Juwono Sudarsono cho biết họ có khoảng 1.500 công ty quân đội. Tuy nhiên, phần lớn đã phá sản, sắp đóng cửa hoặc bị tư nhân mua lại. Chỉ còn 6 công ty có tài sản trên 50.000 USD.

## Pakistan
Tại Pakistan, sức mạnh kinh tế của quân đội nước này thể hiện rất rõ tại mọi con phố. Từ các cửa hàng bánh, ngân hàng, công ty bảo hiểm đến trường đại học, quân đội đều có thể sở hữu. Quân đội Pakistan tham gia kinh tế từ thập niên 50. Trong một cuốn sách nghiên cứu về quân đội Pakistan, xuất bản năm 2007, tác giả Ayesha Siddiqa ước tính quân đội kiểm soát khoảng một phần ba ngành công nghiệp nặng và có khoảng 20 tỷ USD tài sản. Theo số liệu của chính phủ nước này năm 2008, các quỹ phúc lợi cho quân nhân về hưu đã đầu tư khoảng 10 tỷ USD vào các dự án thương mại, từ khai thác dầu khí đến dịch vụ an ninh và tuyển dụng. Tuy nhiên, sự tham gia vào kinh tế của quân đội Pakistan cũng gây ra nhiều tranh cãi, từ việc lạm dụng quyền lực, lãng phí tài nguyên đến khó tập trung vào việc chính. Năm ngoái, họ bị điều tra về cáo buộc tham nhũng với các khoản đầu tư bất động sản. Vì việc này, Bộ trưởng Quốc phòng Khwaja Asif đã phải nộp lên quốc hội danh sách gần 50 dự án mà các đơn vị quân đội đang nắm giữ, báo Guardian cho biết. Một số quan chức quân đội bị bắt giữ để điều tra.

## Pháp
Theo báo cáo năm 2016 của Bộ Quốc phòng Pháp, Quân đội Pháp sở hữu một số doanh nghiệp vừa và nhỏ (SME) trong lĩnh vực nghiên cứu và phát triển về sáng tạo khoa học-công nghệ-công nghiệp. Bên cạnh đó, Quân đội Pháp cũng cung cấp vốn và cố vấn cho các doanh nghiệp quốc phòng của nước này. Những doanh nghiệp quốc phòng đóng vai trò trụ cột của nền kinh tế Pháp khi cung cấp nhiều nhân lực chất lượng cao cũng như luôn là những người dẫn đầu về tiềm lực khoa học-công nghệ được áp dụng cả trong dân sự và quân sự. Lượng vũ khí xuất khẩu hàng năm giúp nền kinh tế Pháp hạn chế được tình trạng thâm hụt cán cân thương mại.

## Anh
Tại Anh, Bộ Quốc phòng và Quân đội nước này thường cung cấp các khoản vốn và hỗ trợ kỹ thuật cho các doanh nghiệp quốc phòng và dân sự trong nước thông qua nhiều cơ quan khác nhau như Cơ quan Thiết bị và Điện tử Quốc phòng hay Cơ quan Thúc đẩy Quốc phòng-An ninh Để hỗ trợ quân nhân, cựu quân nhân hay gia đình họ, Bộ Quốc phòng Anh có công ty X-Forces. Bộ Quốc phòng Anh cũng có những hỗ trợ như cung cấp vốn, kỹ thuật cho các doanh nghiệp vừa và nhỏ (SME).

## Ai Cập
Báo Die Zeit cho là quân đội thống trị Ai Cập, cả về phương diện kinh tế. Ai tường thuật về các hoạt động thương mại của họ, có thể bị bỏ tù, nhà khoa học chính trị Shana Marshall và Joshua Stacher đã viết như vậy trong một bài tường thuật cho think tank Hoa Kỳ Middle East Research and Information Project. Chỉ khi nào hệ thống này chấm dứt, thì nước này mới bình phục trở lại. Các doanh nghiệp của quân đội mua bán mì, nước suối và quần áo. Khi thực phẩm cơ bản thiếu thốn, binh lính làm bánh mì, mang tới người nghèo để tránh náo động. Trong các hãng xưởng quân đội, các dụng cụ nấu nướng được sản xuất, xe hơi được lắp ráp, các bình khí đốt được bơm đầy. Quân đội cũng xây đường sá, điều hành các cây xăng và các quán tổ chức đám cưới và làm chủ những mảnh đất vàng của Cairo. Các công ty quân đội không phải chịu trách nhiệm trước nhà nước. Dù vậy họ nhận được trợ cấp từ chính quyền. Nhiều công ty hoàn toàn được miễn thuế. Và lợi nhuận từ kinh doanh của họ chảy trở lại quân đội, chứ không vào ngân sách nhà nước - thường thì không ai biết lợi nhuận cao như thế nào. Cả ngân sách quân sự cũng được quân đội quyết định mà không cần thông báo cho Quốc hội; huống hồ chi là quyền cùng quyết định.
Vị trí đặc biệt của quân đội bắt nguồn từ thập niên 60 và 70. Tổng thống Anwar Al-Sadad muốn có lúc đó một quân đội lớn – mà lại không tốn kém cho ngân quỹ nhà nước. Vì vậy ông cho phép quân đội được lập doanh nghiệp. Nó còn có lợi điểm là tạo việc làm cho thanh niên trẻ. Sau khi Ai Cập ký kết hiệp ước hòa bình với Israel, họ không cần một quân đội lớn. Tuy nhiên thay vì xa thải binh lính, họ đưa những người này vào các xí nghiệp quân đội. Ngày nay có lẽ 1/4 binh lính làm việc trong các xí nghiệp của quân đội. Quyền lực kinh tế cũng là một phần thưởng để cho quân đội không xía vào chính trị của chính quyền. Chérine Chams El-Dine, nữ khoa học chính trị của đại học Cairo, viết trong một luận án về quyền lực của quân đội, đây là một thỏa hiệp cho sự vững chắc của tổng thống, lợi nhuận cho quân đội và các sĩ quan của nó. Thỏa hiệp cho tới ngày nay cũng có nghĩa ngược lại: Ai mà gây hại đến quyền lực của quân đội, tự mang họa vào thân. Trong thập niên 80, tổng thống Hosni Mubarak đã bắt đầu cho tư nhân hoá các doanh nghiệp, tuy nhiên các tướng lãnh chống lại chính sách kinh tế tự do. Ngay cả tổng thống Mohamed Morsi cũng không dám đụng chạm đến đặc quyền của quân đội và viết ngay cả trong hiến pháp mới của ông là không động tới các doanh nghiệp quân đội.